# Megalepthyphantes hellinckxorum
Megalepthyphantes hellinckxorum är en spindelart som beskrevs av Robert Bosmans 2006. Megalepthyphantes hellinckxorum ingår i släktet Megalepthyphantes och familjen täckvävarspindlar.
Artens utbredningsområde är Algeriet. Inga underarter finns listade i Catalogue of Life.